# Верлюг
Верлюг (Большой Верлюг) — река в России, протекает в Опаринском районе Кировской области. Устье реки находится в 295 км по левому берегу реки Молома. Длина реки составляет 23 км.
Исток реки находится в лесах юго-западнее посёлка Маромица. Река течёт на юго-запад по ненаселённому лесному массиву. Приток — Малый Верлюг (правый), до его устья река также называется Большой Верлюг. Впадает в Молому у деревни Верлюг (Моломское сельское поселение).

## Данные водного реестра
По данным государственного водного реестра России относится к Камскому бассейновому округу, водохозяйственный участок реки — Вятка от города Киров до города Котельнич, речной подбассейн реки — Вятка. Речной бассейн реки — Кама.
Код объекта в государственном водном реестре — 10010300312111100035294.